# Khadija bint Khuwaylid
Pour les articles homonymes, voir Khadija.
Khadija bint Khuwaylid (arabe : خَدِيجَة بِنت خُوَيلِد الطَّاهِرَة), née entre 555 et 560 et morte en 619 à La Mecque, est la première épouse du prophète de l'islam Mahomet. Elle est considérée dans l’islam comme « la mère des croyants », tout comme les autres femmes du prophète de l'islam.

## Biographie traditionnelle

### Origines
Née en 556 ou entre 555 et 560 à La Mecque chez Khuwailed bin Assad. Elle appartient à l'importante tribu mecquoise des Banu Asad, branche des Quraych. D'après Ibn Ishaq, son cousin Waraqa ibn Nawfal est moine nestorien.
Khadidja était une marchande aristocrate. Khadija s'est mariée deux fois avant son mariage avec Mahomet. Son premier mari est Abou Hala (Abū Hāla Hind b. al-Nabbāsh de Tamīm) avec qui elle aura un garçon, Hind, et une fille, Hala. Ce mariage se termine par un divorce. Son second mari fut avec Atīq b. 'Ābid de Makhzūm. Ils auront une fille, Hind.

### Mariage avec Mahomet
Veuve, elle engagea un jour le jeune Mahomet, pour conduire son commerce caravanier vers la Syrie. Il devient vite son homme de confiance, et elle lui propose le mariage, qu'il accepte en 595 avec la permission de son oncle Abû Tâlib. Les sources traditionnelles (Ibn Ishāq et Ibn Sa'd, par exemple) s'opposent sur le récit de la demande en mariage. Elle avait, selon la majorité des sources, alors 40 ans et lui 25.
Ils auront ensemble environ six enfants, possiblement deux ou trois fils (Qasim et Abd-Allah ibn Muhammad (en)) et quatre filles (Zaynab, Rukayya, Umm Kulthum et Fâtima). Tous ces fils seraient morts jeunes.

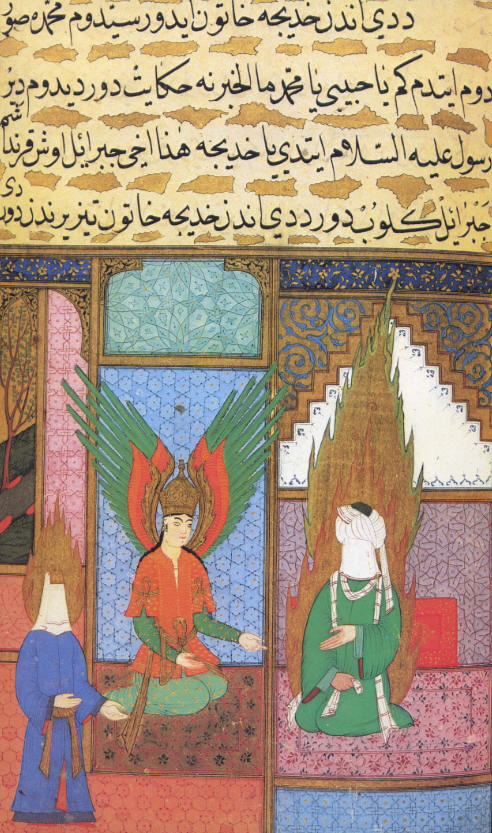
Gabriel et Mahomet, en présence de Khadija.

Khadija aurait, selon la tradition musulmane, été la première à croire à la prophétie de Mahomet et l'aurait encouragé dans cette voie. Elle est donc considérée comme la deuxième musulmane après Mahomet. Pour d'autres traditions, le second musulman serait Ali et Khadija serait la troisième.
Khadija ne participe pas la première migration des croyants vers l'Abyssinie. Restée à la Mecque, elle doit cependant affronter l'embargo décidé par les élites mecquoises. Jetée en dehors de la ville comme les autres musulmans, elle doit alors affronter la famine et le manque d'eau.
Revenue quelque temps plus tard à la Mecque, elle y serait morte, trois ans avant l'Hégire, probablement usée par la fatigue et les privations.
Elle serait enterrée à La Mecque. 
Mahomet ne s'est pas remarié du vivant de Khadija. La mort de Khadija ainsi que celle d'Abu Talib ont fragilisé Mahomet.

## Approche historique
Stephen J. Shoemaker (en) résume ainsi la question de l'historicité des personnages des débuts de l'islam : « Ainsi est-il largement admis dans les études occidentales sur les origines de l'islam que quasiment rien de ce qui est rapporté par les sources musulmanes anciennes ne peut être considéré comme authentique, et que la plupart des éléments au sujet de Muhammad et de ses compagnons contenus dans ces récits doivent être considérés avec beaucoup de méfiance ». La rédaction d'une biographie historique de Mahomet est impossible pour les spécialistes, qui voient dans la sira « une image idéalisée du Prophète à travers le regard des musulmans des VIIIe – Xe siècles ».
Khadija apparaît peu dans la littérature exégétique. À l'inverse, son rôle est extrêmement important dans les biographies de Mahomet et dans le genre des « Récits des prophètes ».
Les exégètes associent généralement Khadija au verset 8 de la sourate 93. Tesei considère que l'association des versets 6 à 11 de cette sourate à la biographie de Mahomet est une approche « un peu trop positiviste ».

## Postérité
Khadîja occupe une place particulière pour l'Islam.  La littérature exegétique, s'appuyant sur les sourates 66 et 3, lui donne même une dimension cosmologique. De nombreuses traditions décrivent ainsi, sous l'autorité de Mahomet, Marie, Fatima, Khadidja et Asya comme les meilleures femmes du monde et les dirigeantes féminines au paradis. De nombreux récits hagiographiques considèrent que Khadidja sera l'une des quatre compagnes de Mahomet au Paradis.
Khadidja, comme les autres épouses de Mahomet, occupe une place particulière et sont considérées comme des modèles pour les croyantes. Elle est considérée, dans le sunnisme, comme une des « mère des croyants ». Ce titre donne un statut social important. Khadija possède, en outre, la précellence sur les épouses de Mahomet. Dans le monde musulman, de nombreux livres évoquent les femmes de Mahomet afin d'en louer les mérites et de servir de modèle. Khadija « laisse voir la figure idéale de l’épouse-mère et amante ».
La figure de Khadija a été utilisée récemment par des auteurs musulmans pour réfuter la pratique des mariages forcés de jeunes filles en Inde ou pour présenter un modèle de femme travaillant.
Le mariage de Khadija a été cité par des apologètes chrétiens anciens, la différence d'âge étant considérée comme inappropriée et ce mariage vu comme une occasion cynique d'enrichissement pour Mahomet. Ces critiques sont absentes chez les auteurs plus récents et sont ignorées dans le monde musulman,.